# Museo costumbrista Juan de Vargas
El Museo Costumbrista Juan de Vargas es un museo ubicado en la ciudad de La Paz, Bolivia. El museo se encuentra ubicado en la Avenida Sucre, frente a la Plaza Riosinho entre la avenida Armentia y la calle Apolinar Jaén.
Dentro esta pinacoteca de dos plantas se exhibe no sólo obras con temáticas históricas, referentes a las costumbres y tradiciones de la antigua y contemporánea cultura paceña, sino también exposiciones temporales.
En este contexto, los asistentes a este museo pueden apreciar una réplica en miniatura, elaborada en cerámica, de la fundación de La Paz; asimismo personajes sobresalientes hechos en arcilla de los Siglos XVI al XX; hechos históricos como el colgamiento de Pedro Domingo Murillo o el martirio de Túpac Katari, el fútbol paceño, etc. El museo posee también algunas pinturas de La Paz de antaño, escenas del antiguo tranvía de la ciudad e imágenes de tambos precolombinos.

## Atractivos
Piezas de la historia, propiamente de la Guerra del Pacífico.

## Historia
Fue creado en mayo de 1979 con la intención de difundir la historia y las tradiciones más relevantes de la idiosincrasia paceña. El nombre de este centro cultural se debe al primer alcalde de La Paz, Juan de Vargas, quien en su tiempo fue un paceño con alto valor cívico.
La Paz y sus costumbres, su gente y su personalidad, hacen de ella una ciudad diferente y la cultura aimara transporta hasta hoy sus tradiciones milenarias. Las costumbres europeas se funden y arraigan con sus modismos dentro de una sociedad mestiza. Toda esta riqueza cultural no podía quedar sumergida en el que se conserva esta visión histórica.
Costumbres paceñas desde la colonia hasta nuestros días se muestran a través de perspectivas, pinturas, estrofas literarias y maquetas reproduciendo acontecimientos importantes, lugares, locales y personajes de cada época.

## Refacciones

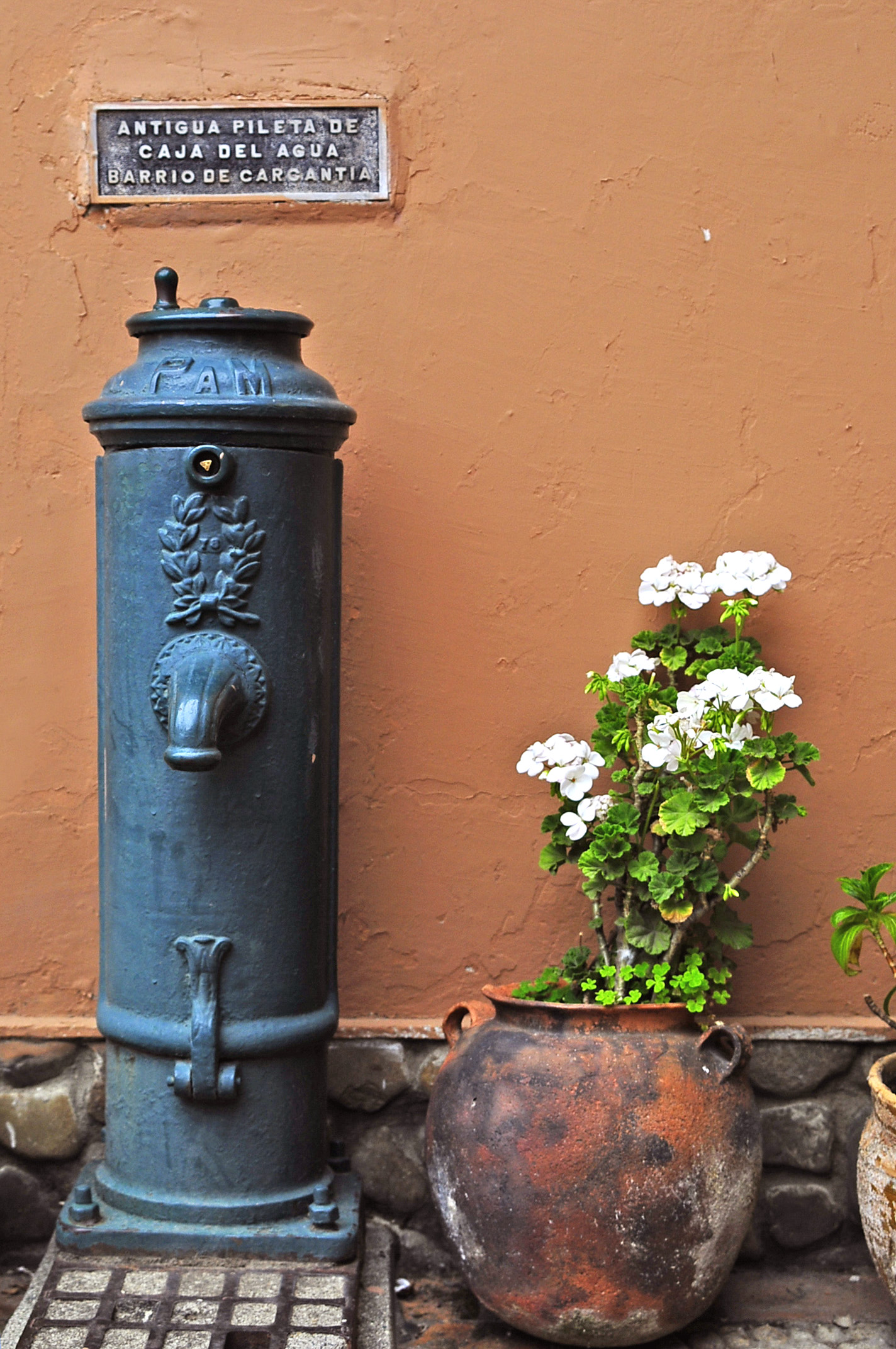
Pileta en exposición en el Museo Juan de Vargas.

Ante la demanda de obras en exposición, la Alcaldía Municipal de La Paz decidió ampliar las instalaciones en 1997. Posteriormente, el año 2005, se realizó trabajos de restauración, mostrando un mejoramiento integral en todos sus ambientes y la ampliación de su sistema de iluminación. El trabajo de reparaciones y mejoramiento tomó cuatro semanas. Las mejoras correspondientes a la primera etapa de su intervención, contempló la reposición de la pintura en general, mejoramiento del sistema de iluminación y la modernización de sus áreas de equipamiento y exposición.
Esta primera etapa de intervención fue realizada en vista de los nuevos requerimientos realizados por los artistas, que demandaban la ampliación del sistema de iluminación para enfatizar muchas de las propuestas que allí se exhiben. Dentro los trabajos de mejoramiento se destacó la vivacidad de los colores interiores y la sobria presentación exterior del museo, aspecto para lo cual se intentó imitar los colores de la época en la que se edificó esta casa de origen colonial.

## Principales atractivos

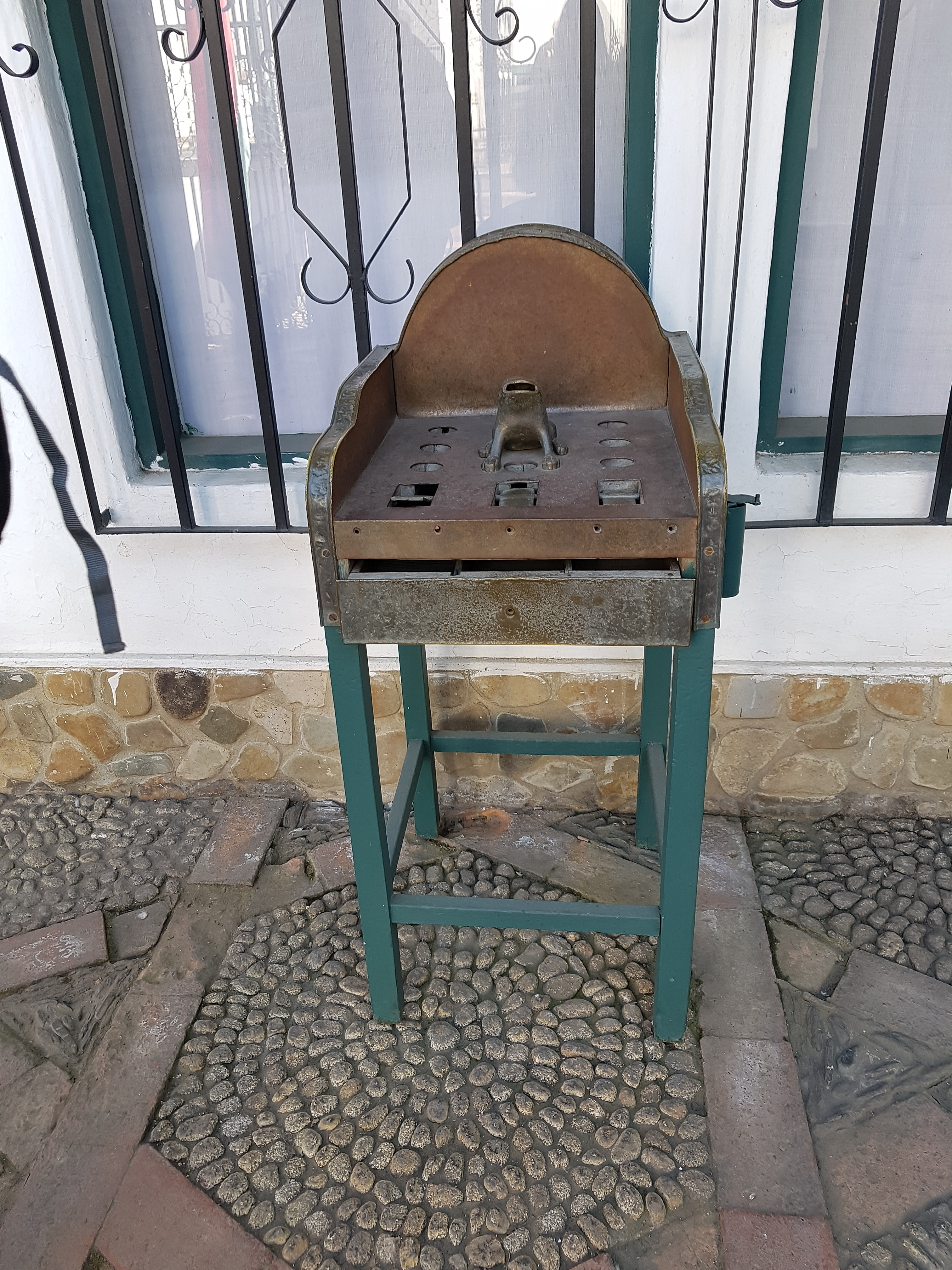
Juego del sapo expuesto en el Museo

Al empezar el tour por este museo, rápidamente el público asistente puede deleitarse con la obra maestra de la artista Carmen Albares, quien a través de un cuadro tejido representó la entrada del carnaval paceño del año 1978.
Asimismo puede contemplar un carruaje colonial enteramente metálico, que posteriormente perteneció al expresidente de Bolivia Ismael Montes el año 1904.
Otro de los principales atractivos es el traje típico de chuta, vestimenta indígena utilizada en las fiestas de carnaval, este traje corresponde al carnaval tradicional paceño del año 1940; además de un hermoso pesebre navideño con matices dorados correspondientes al siglo XVIII; un cuadro de valor incalculable titulado La Anunciación, correspondiente a la escuela barroca del siglo XVIII de Francisco Xavier de Cuenca.
También una armadura española de la época de la conquista del Imperio Inca; un traje incaico del chasqui o mensajero, emisario de una élite especial dentro del Incario, encargado de llevar los mensajes del rey, atravesando con velocidad grandes distancias y sin descanso hasta entregar el mismo a otro igual hasta que llegue a su destino; y una maqueta en miniatura que corresponde a la muerte de Don Pedro Domingo Murillo el año de 1809, en la plaza que actualmente lleva su nombre en la ciudad de La Paz, uno de los principales promotores de la emancipación y la lucha por la libertad de los pueblos de América.

## Datos de interés
- Días de Visita:Martes a viernes de 09:30 a 12:30 y de 15:00 a 19:00, sábados y domingos de 09:00 a 13:00
- Teléfono: (591-2) 2280758